# Pljeskavica

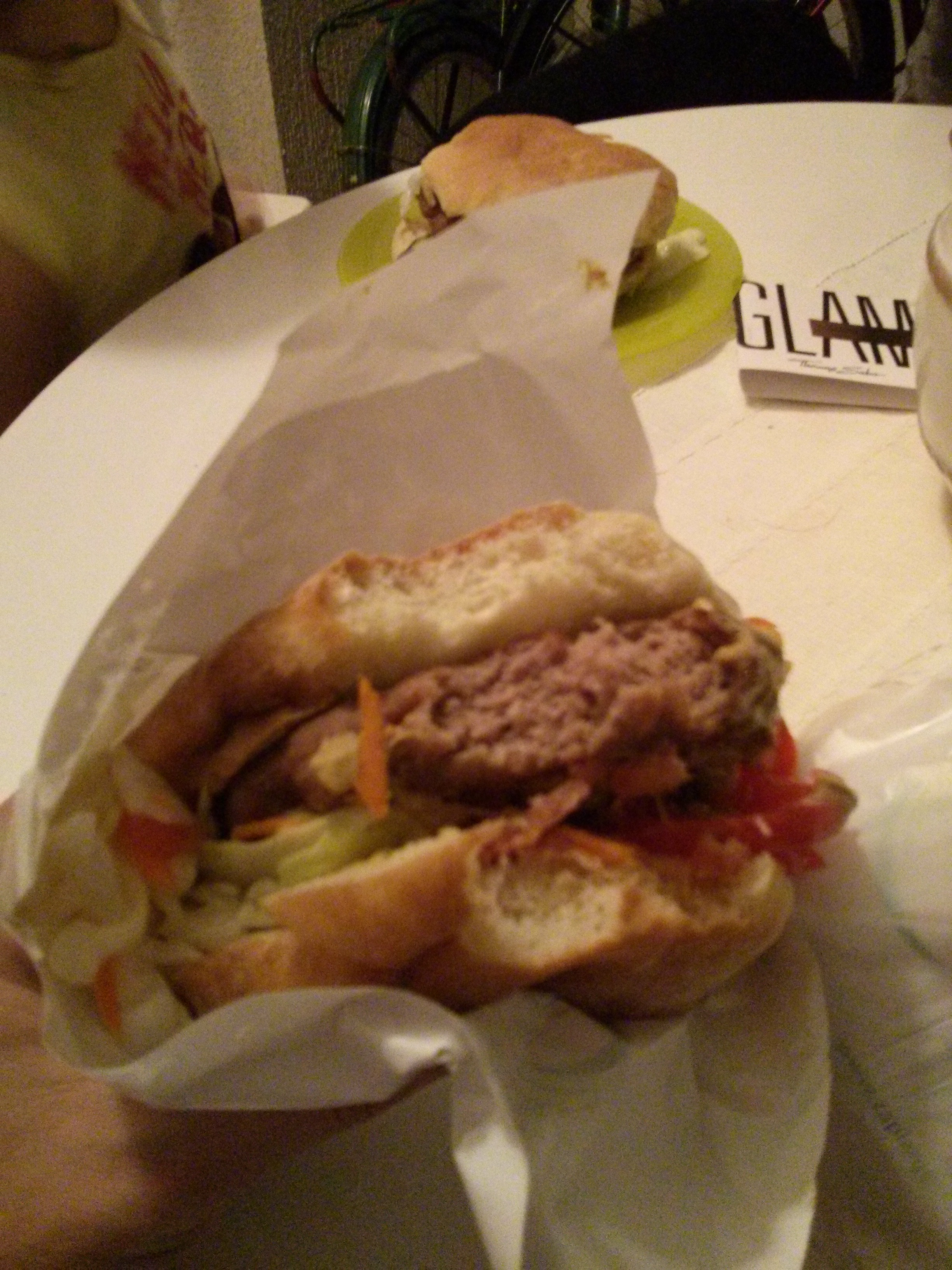
Servische pljeskavica, op een broodje met zelf gekozen salade

Pljeskavica (Servisch: пљескавица) is de Balkanvariant van een hamburger. Het bestaat meestal uit een gehaktmix van rundvlees, varkensvlees en/of lamsvlees met zwarte peper, ui, knoflook en paprikapoeder. Pljeskavica wordt vaak geserveerd als grote dunne "hamburger", vaak met kajmak, ajvar en/of verschillende verse groenten, zoals  tomaat, komkommer, ui, kool of paprika. Pljeskavica wordt soms ook geserveerd op pitabrood.
Pljeskavica wordt in Servië veel op straat verkocht en in kleine eettentjes, maar ook in restaurants. Vooral in het zuiden van Servië, met name in en rond de stad Leskovac, is dit gerecht erg populair. Pljeskavica wordt ook veel gegeten in Bosnië, Montenegro en Macedonië. 